# Torre de Viladomiu Vell
La Torre de Viladomiu Nou és un edifici inclòs en l'Inventari del Patrimoni Arquitectònic de Catalunya, construït com a residència de la família Viladomiu, propietaris de la colònia tèxtil Viladomiu Vell.

## Descripció
Edifici de planta irregular amb un cos central diferenciat en totes les seves proporcions. La façana principal, orientada a ponent, és flanquejada per dos cossos amb grans terrasses. El cos de migdia envoltat de jardins té una entrada secundària que comunica amb una glorieta i una torre de planta quadrada i de considerables proporcions. Aquesta torre té, en el seu interior una gran escala que comunica amb els diversos pisos de la torre. El cos de tramuntana és més massís i està també envoltat de jardins. Els diferents nivells dels cossos estan coberts per una teulada a dues aigües o a quatre vessants a la torre. La decoració centrada principalment en les cornises i les finestres dona un aire totalment romàntic al conjunt.
Els elements decoratius són una barreja de diferents estils històrics: columnetes amb estilitzats capitells, arcs ogivals (recreacions medievals), juntament amb la utilització del maó vermellós en els acabaments dels arcs i les cornises (d'estil mudèjar) que contrasta amb el blanc de l'arrebossat i alguns detalls de mosaics als jardins.

## Història
La torre es va començar a construir el 1878, i al principi s'hi va instal·lar la fusteria de la colònia als baixos. El 1910 es va inaugurar.
Fou concebuda com a segona residència dels propietaris de la colònia, els Viladomiu. Aquesta és l'última gran obra important del conjunt urbanístic de Viladomiu Vell i esdevé símbol del poder econòmic i social dels propietaris, gràcies a l'ús d'un llenguatge arquitectònic historicista.

## Referències

Torre de Viladomiu Vell
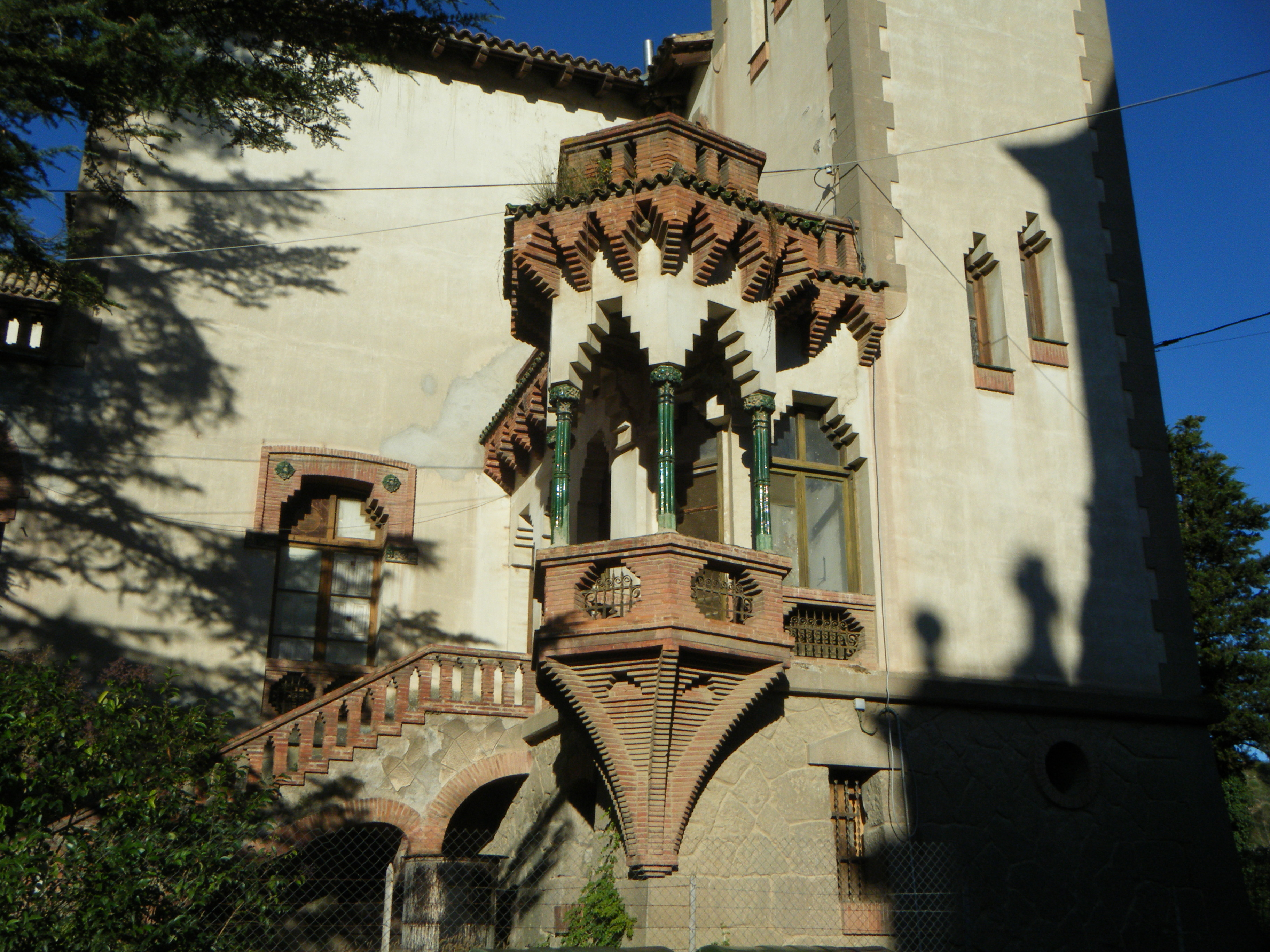
Façana
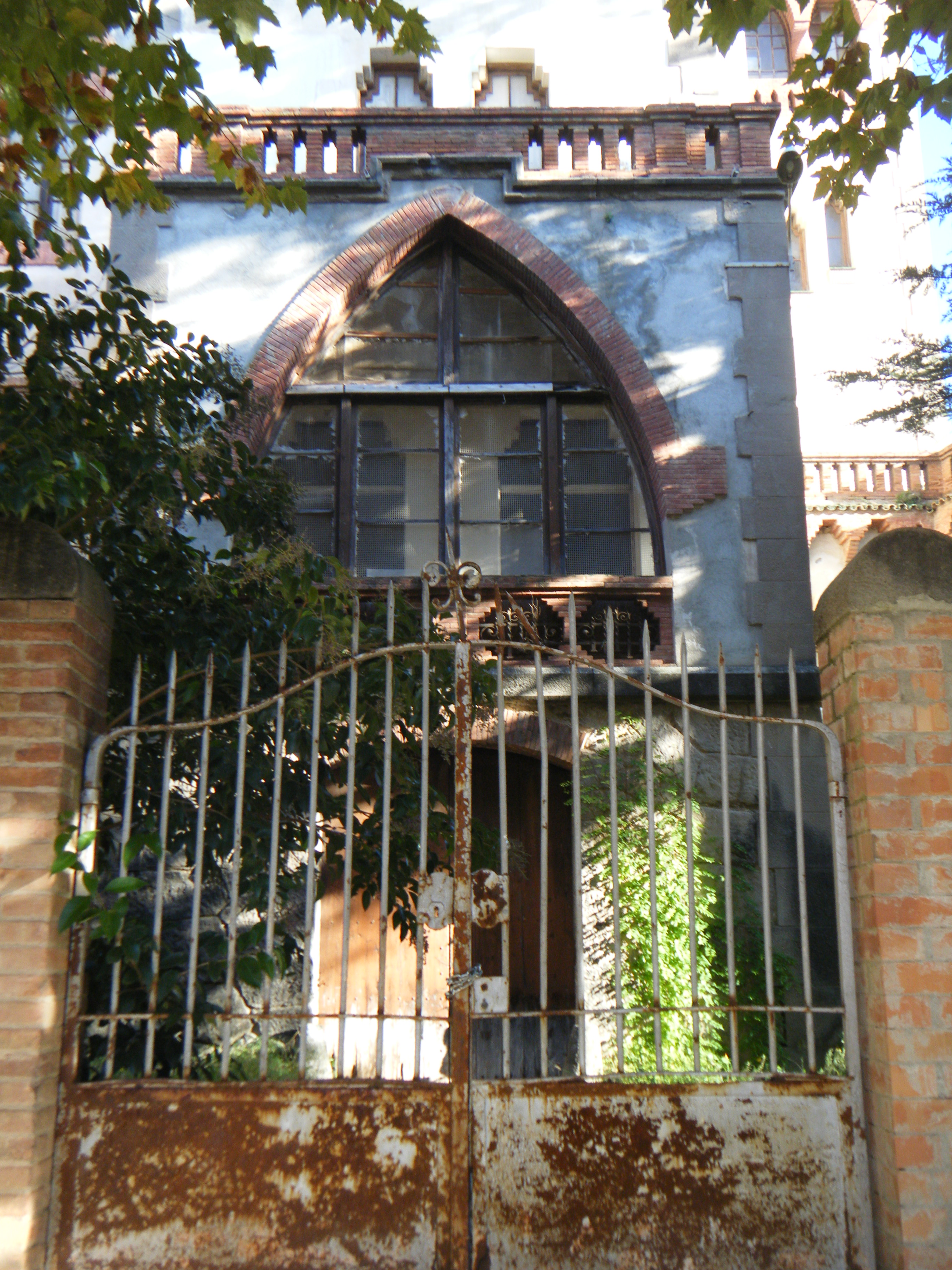
Entrada
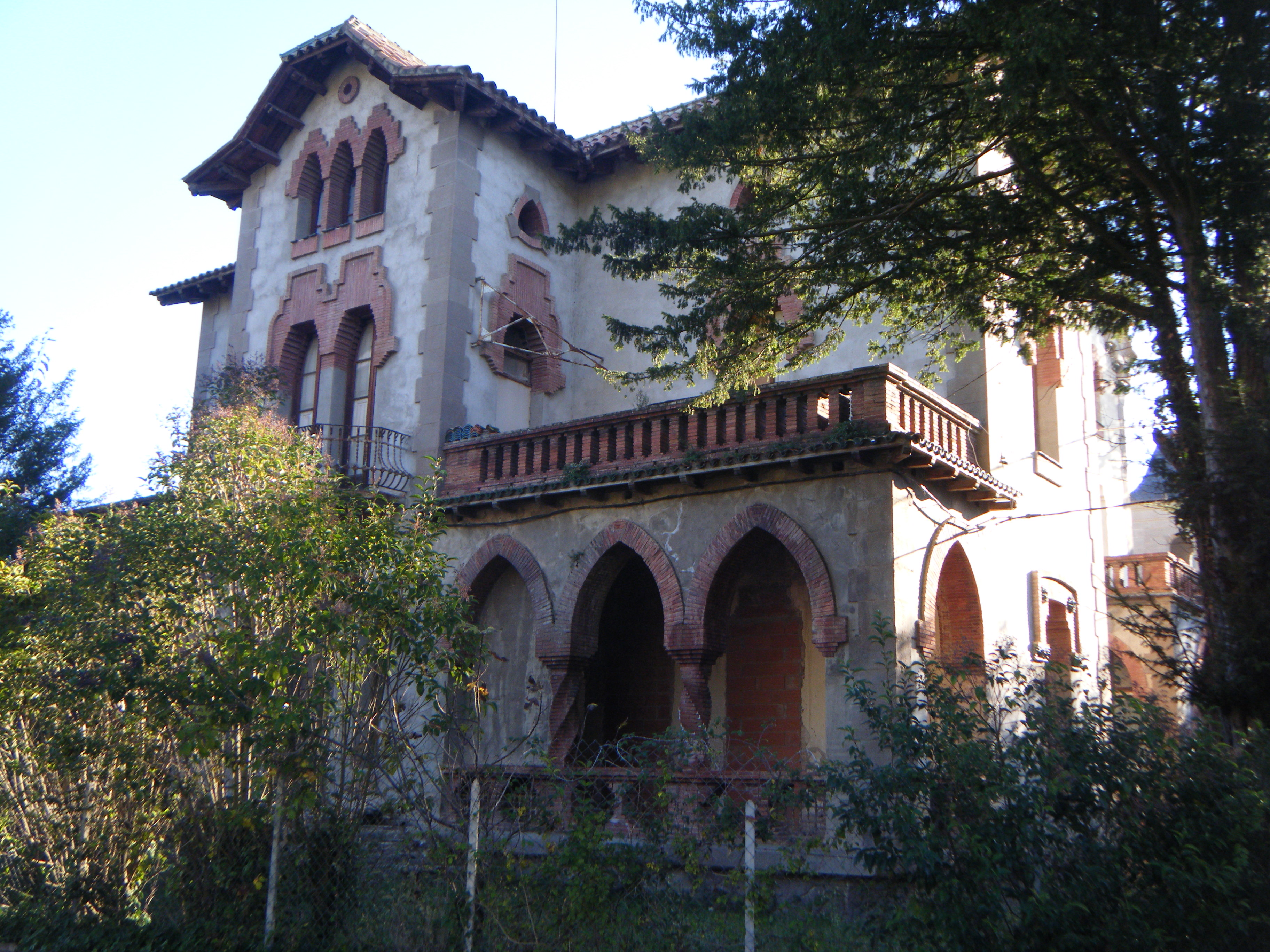
Façana posterior